# Hershkovitzia primitiva
Hershkovitzia primitiva är en tvåvingeart som beskrevs av Guimaraes och Andretta 1956. Hershkovitzia primitiva ingår i släktet Hershkovitzia och familjen lusflugor.
Artens utbredningsområde är Colombia. Inga underarter finns listade i Catalogue of Life.